# کیت هیل (بازیکن فوتبال)
کیت هیل (انگلیسی: Keith Hill؛ زادهٔ ۱۷ مهٔ ۱۹۶۹) یک بازیکن فوتبال اهل بریتانیا است.